# DOA/デッド・オア・アライブ
『DOA/デッド・オア・アライブ』（原題: DOA: Dead or Alive、またはDOA デッド・オア・アライブ）は、ビデオゲームの『デッド オア アライブ シリーズ』を原作とする2006年のアメリカ合衆国・イギリス・ドイツの合作による映画。キャッチコピーは 「そのルックスで殺す」。原作であるゲーム版のTeam NINJAスタッフは一切関わっていない。

## あらすじ
賞金1,000万ドルをかけた格闘大会「DOA」（ディーオーエー）がドノヴァン博士によって開催される。兄を探している忍者一族の王女・かすみ、女子プロレスのスター・ティナ、暗殺と泥棒のプロ・クリスティらも招待される。

## 登場人物
日本語名（片仮名&平仮名）は字幕を、英語名&表記順はクロージングクレジットに倣う。
ティナ・アームストロング (Tina Armstrong)
演 - ジェイミー・プレスリー
本名はクリスティナ・アームストロング。プロレスが偽りの格闘技と感じてしまい全てのしがらみから離れ、自家用ヨットで東シナ海のバカンスを満喫していたスター。
世界最高峰の格闘技戦「DOA」からの招待を受け出場するが、ザックからプロレスをバカにされプライドを傷つけられたため、本物の格闘技である事を証明するために大会での優勝を狙う。
初戦は父親のバースだったがリングアウトで勝利する。ビーチバレー勝負ではかすみとペアを組んだ。
かすみ (Kasumi)
演 - デヴォン青木
日本国石狩山脈に存在する忍者一族の王女。1年前の大会でレオンに敗れ死んだとされている兄・ハヤテが生きていると信じ、その行方を探るため国を捨て抜け忍となり大会に招待される。
コスチュームはトラウザーズスタイルである点が異なるが、ほぼゲーム版に倣ったもので青と赤の2種類の装束が登場。得意技は人差し指をつかった一本拳と、リストバンドに仕込んだ鍼を用いた治療法&刺突攻撃。日本刀の攻防にも長け、あやねとの私闘では竹を使って撃退した。
ティナとは仲が良くなり、ビーチバレー勝負ではペアを組んだ。
家臣のハヤブサには恋愛感情を抱いているが、相手が奥手なため様子見で止めているものの、赤いビキニ姿を見せつけて「大丈夫？」とからかう一幕もあり、大会後には恋人同士のように寄り添っていた。
1週間後、国の館に戻ったかすみは数百人の衛兵と決着をつけるべく、ティナ、クリスティ、エレナ、あやねらと共に日本刀を構えたところで幕となった。
クリスティ・アロン (Christie Allon)
演 - ホリー・ヴァランス
暗殺と泥棒のプロ。マックスと組み香港での一仕事を終えホテルにいた時、裏切られ警察に捕まりそうになるが逃亡。大会に招待され賞金の1,000万ドルを狙う。
その大会でマックスと再会した当初は恨みを晴らすべく敵視していたが、マックスの真意を知り復縁。1億ドルと賞金の両方を手に入れようとする。
ビーチバレー勝負ではエレナとペアを組んだ。
エレナ・ダグラス (Helena Douglas)
演 - サラ・カーター
亡き父フェイム・ダグラスの親友だったドノヴァン博士に協力し、大会の出場者兼ナビゲーターを務める。21歳。
1日目の初戦でHITOMIを下し、2日目は遊びのビーチバレー勝負でクリスティとペアを組んだが、2回戦の相手がそのクリスティとなり直接対決の末に敗れた。その際、首の後ろに彫っていた暗号タトゥーを盗み見られた。
ドノヴァンの裏切りを知ってからは計画を阻止する側にまわり決着後にウェザービーと結ばれるも、惚れっぽい性格でかすみの国の衛兵にも興味を抱いていた。
あやね (Ayane)
演 - ナターシャ・マルテ
かすみの家臣で、抜け忍となった元王女を始末する命を受け追っ手となる。武器は手裏剣と日本刀。
ドノヴァンによって殺されそうになったハヤテを寸でのところで助けた後、「もう2度と離れない」と誓い口づけを交わした。
リュウ・ハヤブサ (Ryu Hayabusa)
演 - ケイン・コスギ
王女かすみの家臣。かすみのために招待された大会に同行し、ハヤテを探す。
マックス (Max)
演 - マシュー・マースデン
オリジナルキャラクター。フルネームはマクシミリアン・マーシュ。クリスティのパートナーだったプレイボーイで、香港で警察に密告した後に姿を消していた。
大会でクリスティと再会した直後は恨まれていたが、賞金とは別に隠し財産の1億ドルを狙っている事を明かすとよりが戻り、2人での強奪を目論む。大会自体はザックとの初戦でわざと負けた。
"鍵" がエレナであると読んで口説きを装って近付き、クリスティが手に入れた暗号によって遂に金庫内への侵入を果たすが、研究所が自爆したことで失敗に終わった。
ドノヴァン (Donovan)
演 - エリック・ロバーツ
大会を主催する博士。フルネームはヴィクトール・ドノヴァン。創始者の科学者・故フェイム・ダグラスとは親友だったと思われていたが、裏で計画をのっとり部下に殺害を命じた張本人だった。
サングラス型のデバイスから格闘家のデータをダウンロードし超人となるも、混戦の中でサングラスを吹き飛ばされ常人に戻った隙をハヤテとかすみにつかれ、鍼攻撃で動きを封じられてしまいブッダ像の爆発に巻き込まれ死亡した。
ウェザービー (Weatherby)
演 - スティーヴ・ハウィー
オリジナルキャラクター。眼鏡をかけボーダーシャツを着ている非格闘家の青年で、ドノヴァンの命を受け大会の裏で参加者のデータを収集している。また、エレナに好意を抱いている。
一連の計画のプログラムは全てウェザービーが造ったものだが、陰謀の真相を知ったエレナと共に反旗をひるがえしティナ達に協力する。決着がついた後、エレナと結ばれた。
ザック (Zack)
演 - ブライアン・J・ホワイト
プロレスを見世物と言ってティナを挑発する。マックスとの初戦は不戦勝。3日目にティナと闘い敗れ、プロレスを侮辱した事を撤回した。
バース・アームストロング (Bass Armstrong)
演 - ケビン・ナッシュ
ティナの父親でゲーム版を忠実に再現している。タッグマッチの決勝戦を控えていたがティナがボイコットしていたため、電話での説得を試みるも失敗に終わる。
大会に招待されたことでティナを再度説得しようとするが、初戦の相手がティナになった事で親心が出てしまい、イカダ上でのリングアウト・マッチで敗れるも娘の勝利を喜んでいた。
ハヤテ (Hayate)
演 - コリン・チョウ
ゲーム版とほぼ同一の姿で登場。かすみの兄で最強の戦士と謳われており、鍼は印籠に仕込んでいる。
前回大会で転落死したとされていたが、実際にはドノヴァンによって囚われ計画の成果を試すための実験台として生かされていた。
囚われていた間に丸刈りとなっていたハヤテは拘束をとかれかすみ達との再会を果たすも、強要されたドノヴァンとの対戦で一蹴され転落死しそうになる。しかしあやねによって助けられ、お互いの気持ちを再確認し口づけを交わす。
ラストバトルでドノヴァンの足裏に一本拳を打ち一矢を報いたハヤテは、あやね達と共にブッダ像の爆発から逃れ生還を果たした。
バイマン (Bayman)
演 - デレク・ボイヤー
大会出場者の一人で、1日目の初戦ではブラッド・ウォンを下す。姿はゲーム版を忠実に再現しているものの、うめき声しか発しない単細胞的な人物になっており、マックスとの闘いで倒れてきた柱に潰されて気絶し敗退した。
ドノヴァンに付き従い財産を運んで島から脱出しようとするが、ハヤブサらに阻まれる。
レオン (Leon)
演 - シルヴィオ・シマック
大会出場者の一人。迷彩服姿の筋骨隆々な短髪男。1日目の夜にホテルでかすみを強襲するが返り討ちにされた。
ゲン・フー (Gen Fu)
演 - ファン・リュウ
大会出場者の一人。ゲーム版を忠実に再現した姿で登場し、1日目の初戦でレイファンを落下K.O.で下した。
本編ではその後の登場は無く終わるが、カットされた未公開シーンにて2日目にイカダ上でかすみと闘い、一本拳の一撃で敗れている。
レイファン (Lei Fang)
演 - イン・ウォン
大会出場者の一人。初登場時はゲーム版とほぼ同一の髪型×旗袍（色はグリーン）姿だったが、ロングヘアに変えオリジナルの衣装に着替えて1日目の初戦に臨むも、ゲン・フーに高所から落とされて敗れた。
ヒトミ (Hitomi)
演 - ハン・リン
大会出場者の一人。ゲーム版とは全く異なる黄色い胴着の男で、1日目の初戦でエレナに敗れた。
ブラッド・ウォン (Brad Wong)
演 - ソン・リン
大会出場者の一人。タンクトップ姿のブロンド男で、1日目の初戦でバイマンに敗れた。
エリオット (Eliot)
大会出場者の一人。黒い拳法着の男で、1日目の初戦でハヤブサに敗れた。
ジャン・リー (Jann Lee)
大会出場者の一人。1日目の初戦でクリスティに敗れた。
盗賊団のリーダー
演 - ロビン・ショウ
物語序盤とラストシーンに登場。手下を4人連れている。金目当てにティナが乗っていた自家用ヨットを奪おうとしたが、手下ともどもあっさりと返り討ちに遭い退散。その後ドノヴァンの基地が爆破された際に気絶していたティナの元に偶然やってくるがまたもや倒され、乗っていたボートを奪われる。

## キャスト
| 役名                     | 俳優                    | 日本語吹き替え                                             |
| ------------------------ | ----------------------- | ---------------------------------------------------------- |
| かすみ                   | デヴォン青木            | 安藤麻吹                                                   |
| ティナ                   | ジェイミー・プレスリー  | 高乃麗                                                     |
| クリスティ               | ホリー・バランス        | 深見梨加                                                   |
| エレナ                   | サラ・カーター          | 愛河里花子                                                 |
| ドノヴァン               | エリック・ロバーツ      | 江原正士                                                   |
| ハヤブサ                 | ケイン・コスギ          | 平川大輔                                                   |
| ハヤテ                   | コリン・チョウ          | 東地宏樹                                                   |
| あやね                   | ナターシャ・マルテ      | 本田貴子                                                   |
| ウェザービー             | スティーヴ・ハウイー    | 関俊彦                                                     |
| マックス                 | マシュー・マースデン    | 宮本充                                                     |
| ザック                   | ブライアン・J・ホワイト | 高木渉                                                     |
| バース・アームストロング | ケビン・ナッシュ        | 北川勝博                                                   |
| バイマン                 | デレク・ボイヤー        | 楠見尚己                                                   |
| レオン                   | シルヴィオ・シマック    | 木村雅史                                                   |
| ゲン・フー               | ファン・リュウ          |                                                            |
| レイファン               | イン・ウォン            |                                                            |
| ヒトミ                   | ハン・リン              |                                                            |
| ブラッド・ウォン         | ソン・リン              |                                                            |
| 盗賊団のリーダー         | ロビン・ショウ          | ふくまつ進紗                                               |
| その他                   | N/A                     | 中村浩太郎、新井里美 根津貴行、原田晃 石上裕一、世戸さおり |
| 日本語版制作スタッフ     |                         |                                                            |
| 演出                     | 演出                    | 乃坂守蔵                                                   |
| 字幕翻訳                 | 字幕翻訳                | 松崎広幸                                                   |
| 吹替翻訳                 | 吹替翻訳                | 辺見真起子                                                 |
| 調整                     | 調整                    | 山本洋平                                                   |
| 録音スタジオ             | 録音スタジオ            | ACスタジオ                                                 |
| 制作                     | 制作                    | ACクリエイト ユニバーサル・ピクチャーズ                    |

## 評価
Metacriticにおけるレビューは38/100点。